# Михайлівська церква (Шатура)
Михайлівська церква — православний храм та пам'ятка архітектури місцевого значення у Шатурі.

## Історія
Наказом Міністерства культури і туризму від 03.02.2010 № 58/0/16-10 надано статус «пам'ятник архітектури місцевого значення» з охоронним № 5531-Чр під назвою «Михайлівська церква». Встановлено інформаційну дошку.

## Опис
Михайлівська церква поєднує народну дерев'яну монументальну архітектуру з професійними способами кінця XIX століття періоду історизму. Споруджена в 1886 році на кошти власниці села княгині Олександри Голіциної походженням з відомого козацько-старшинського роду Годовичів та гетьмана К. Розумовського. Територію земельної ділянки також виділила Голіцина для місцевої громади зі своїх власних володінь у центрі села на природній височині, звідки церква проглядалась звідусіль. Зведена за проєктом чернігівського губернського архітектора Андрія Фессалоницького. Має подібність до Покровської церкви в Дягові.
Дерев'яна, одноголова, пятидольная (п'ятизрубна — 5 об'ємів), хрестоподібна у плані церква, подовжена по осі захід-схід, з прирубами між гілками основних об'ємів. Зі сходу до основного підкупольного обсягу примикає 5-гранна апсида. Із заходу до загального обсягу примикає двоярусна дзвіниця — восьмерик на четверику, завершується гранованим куполом з глухим ліхтариком та шпилем. Вінчає храм гранований купол з глухим ліхтариком і цибулинною головкою на восьмигранному світловому барабані. Головний (західний) вхід акцентований колонним портиком, увінчаним трикутним фронтоном у тимпані якого вміщено ікону. Вікна храму та світлового барабана п'ятикутні, що знаходить відображення в оформленні самого бані храму та бані дзвіниці.

## Галерея

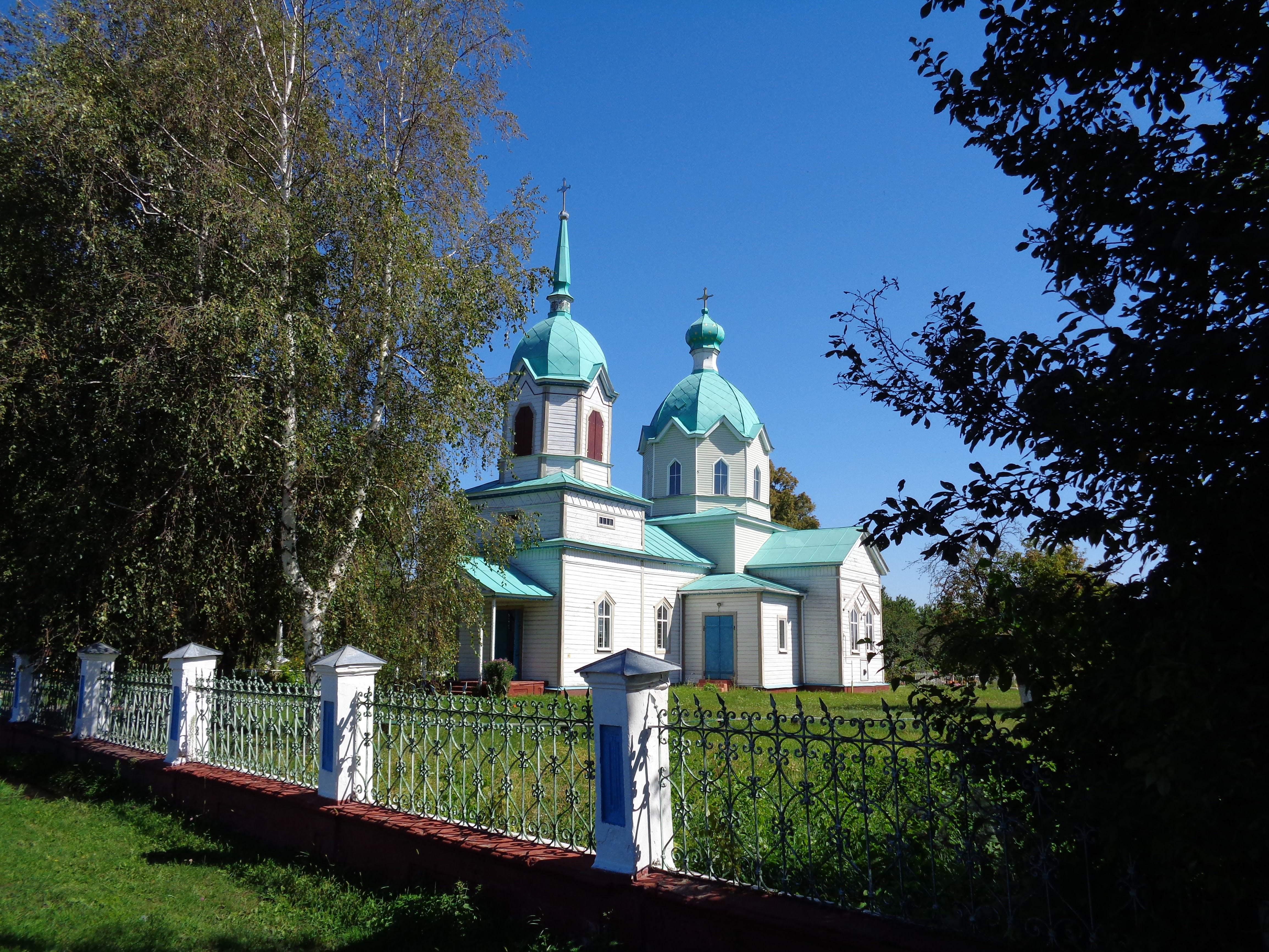
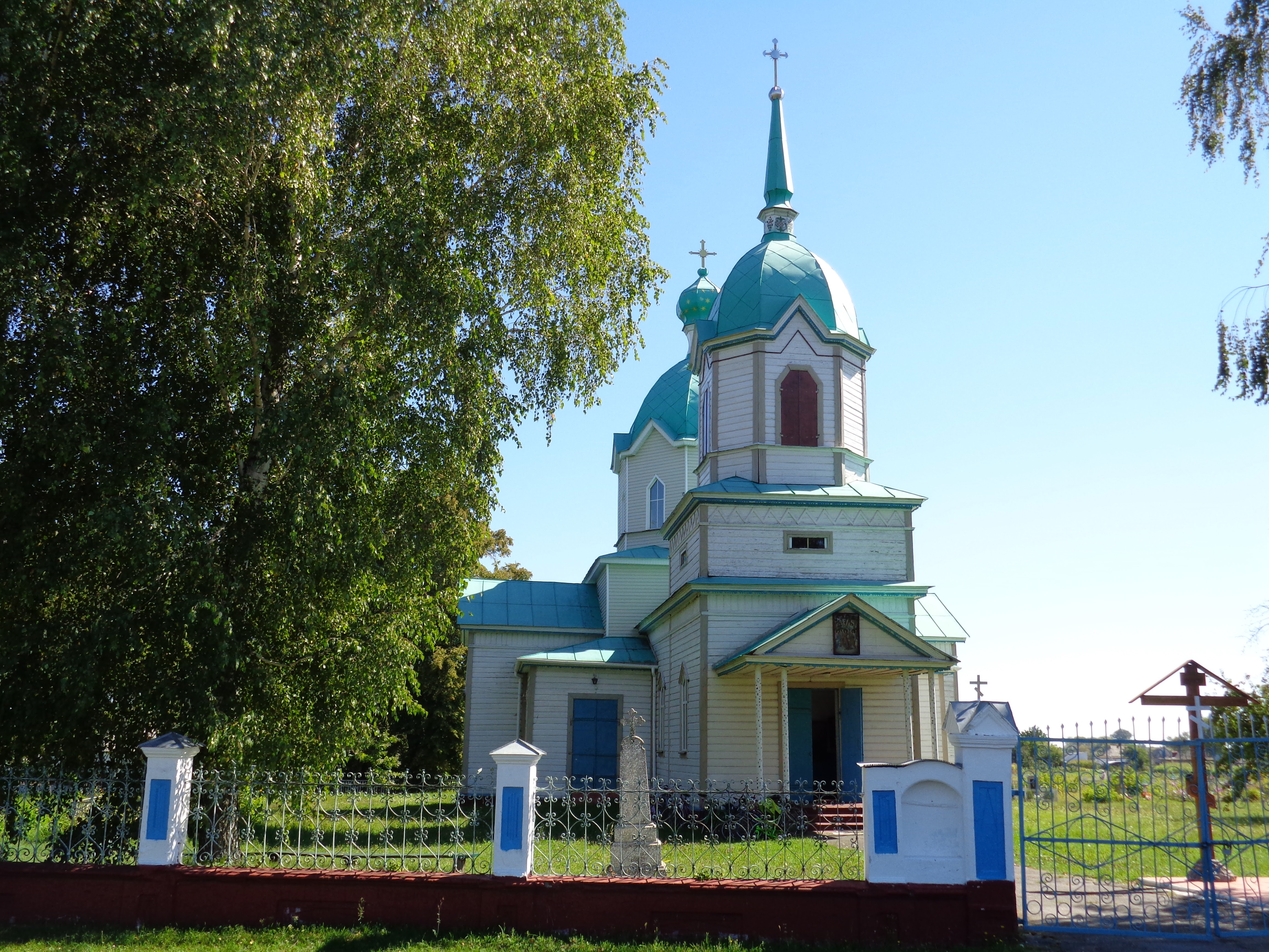
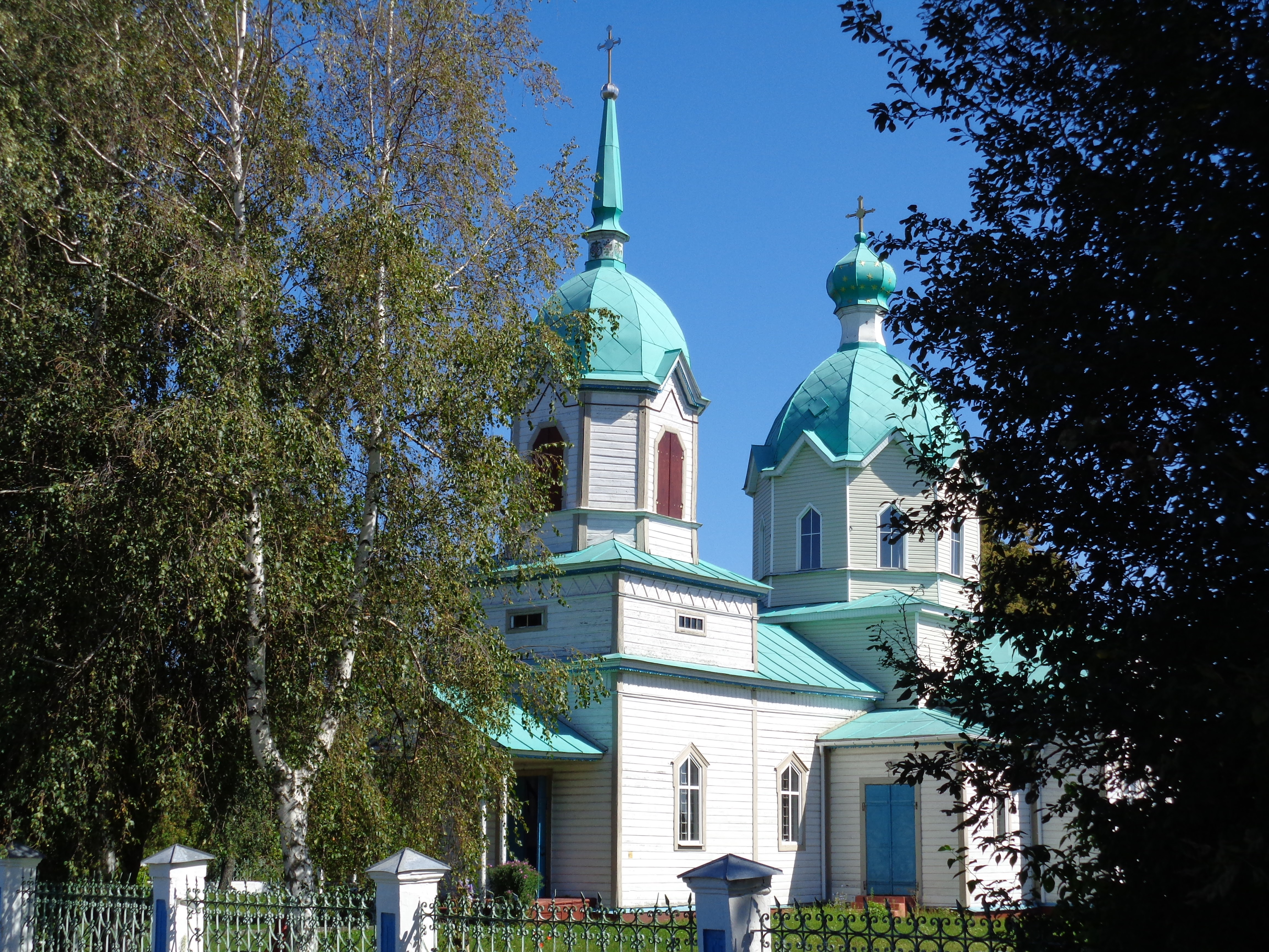
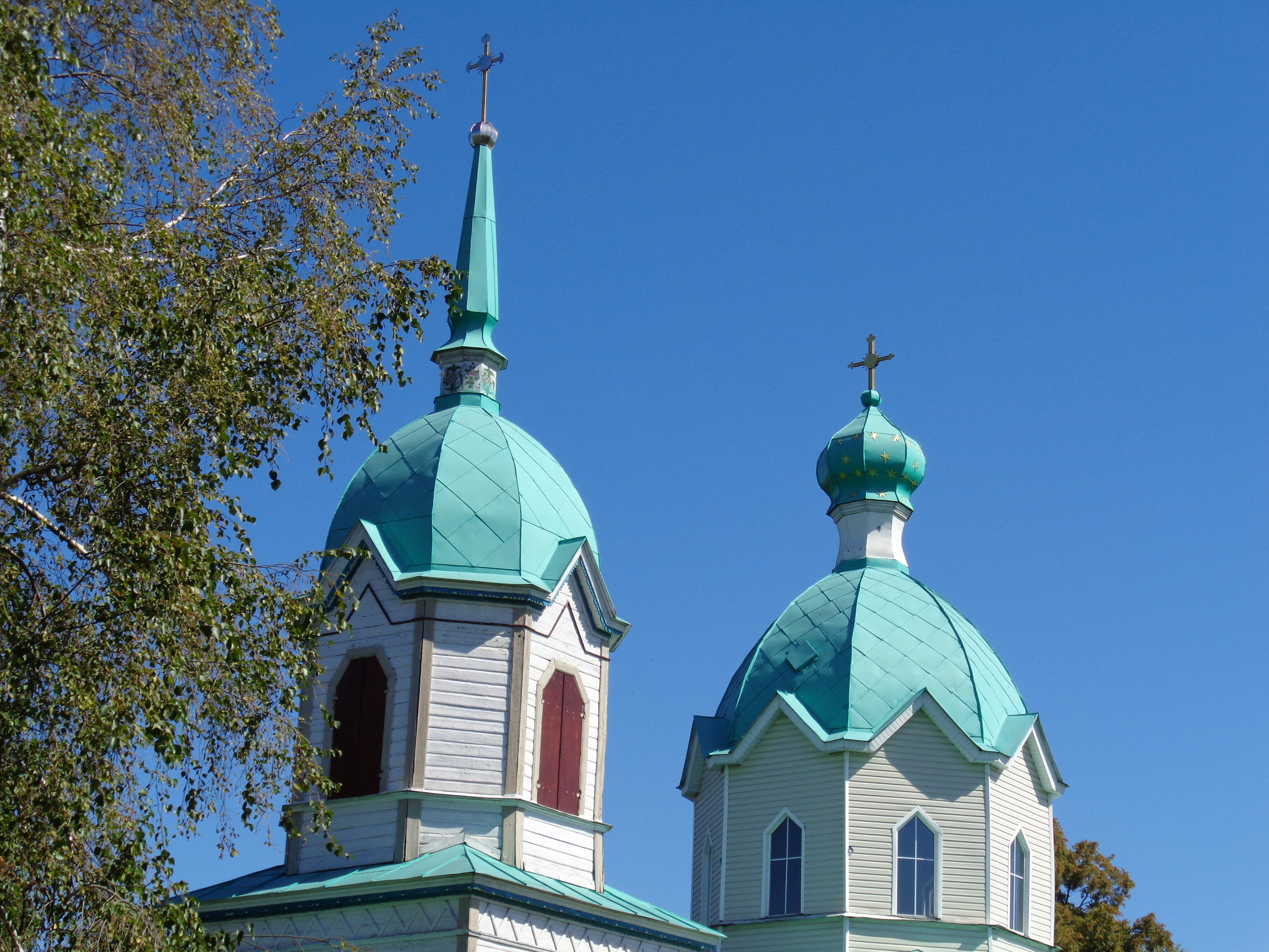